# Стара словенска вера
Стара словенска вера је политеистичка народна религија некадашњих Старих Словена, која води порекло из раније заједничке митологије индоевропских народа.. Старословенска вера је током раног средњег века постепено потискивана, услед покрштавања Словена, што је временом довело до њеног нестанка. На основу сачуваних извора стару веру Словена није могуће реконструисати у целости.
Веровања у живот после смрти, вукодлаке и вампире (оживеле мртваце), о чему постоје писани извори од средњег века за Јужне Словене, можда су била присутна у вери Старих Словена и у 5. веку пре нове ере. Ако су исправне претпоставке да су Херодотови Неури и Будини Стари Словени, опис да се код Неура људи повремено претварају у вукове може бити опис касније словенске вере у вукодлаке. Више писаних извора из друге половине првог миленијума и првих векова другог миленијума нове ере дају нам прву научно употребљиву слику многобожачких веровања Старих Словена. У време пред покрштавање, најзначајнији богови код Словена били су Перун, Свентовит/Световид, и Дажбог, али нема усаглашености око претпоставки ко је био врховни бог словенског пантеона. Постојање светих кипова, односно кумира, међу којима је најпознатији Збручки стуб, је потврђено на целокупном словенском простору, али њихов облик, изглед и материјал израде варирају од поднебља до поднебља. Услед различитих историјских прилика и обимности истраживања веровања свих Старих Словена, данас су уобичајени делимични прикази и изучавања према подели словенских народа на Јужне, Источне, Западне, а из Западних Словена се издвајају, данас скоро ишчезли, Полапски Словени, то јест такозвани (Лужички Срби).
Основни извори за реконструкцију веровања Старих Словена су углавном према словенском многобоштву негативно настројене, хришћанске хронике, затим народна веровања и археолошка грађа, али је на основу њих тешко утврдити како функције неких божанстава, тако и постојање родбинских веза међу њима или словенског космогонијског мита.
Данас се међу Словенима јављају неопаганске верске организације, које своја веровања базирају на сопственим тумачењима и допунама оскудних извора о вери Старих Словена, махом научно спорне Велесове књиге чија је аутентичност и даље предмет расправе, јер га једни сматрају руским фалсификатом, док га други, попут Сретена Петровића, сматрају аутентичним словенским списом. Иако углавном пропагирају повратак природи, панславизам и верску толеранцију, међу њима има и оних који представљају агресивне десничарске групе које заговарају нацистичку филозофију крви и тла.

## Извори за истраживање
За разлику од грчке, египатске или индијске митологије, не постоје извори о словенској митологији из прве руке, и извори за њено истраживање су углавном хронике које су писали хришћански мисионари и свештеници, мада постоје и значајни доприноси муслиманских писаца. Не постоје археолошки докази о писаном систему старих Словена пре доласка Ћирила и Методија у словенске земље 862. године, мада спис Црноризца Храброг, О Писменима (стсл.О писмєньхъ;буг.За буквите) помиње да су Словени имали неку врсту писма пре доласка хришћанских мисионара. Исто тако, Хроника Титмара Мерсебуршког помиње да су на статуама богова у Радогосту написана њихова имена. Према томе, велики број њихових претходних веровања је био усмено преношен, и заборављен у вековима након покрштавања словенских народа. Археолошки остаци култних места и храмова могу пружити неки увид у религиозне обичаје старих Словена, али без контекстуализације тих обичаја, то је веома компликовано и јако тешко. Делови старих веровања су опстали у народним обичајима, причама и песмама код свих словенских народа.

### Страни извори
Један од првих писаних извора о религији старих Словена садржан је у списима византијског историчара Прокопија из Цезареје (6. век), који помиње веровања у врховног бога-громовника и виле:
| „ | Верују наиме (и Анти и Словени) да је један од богова, творац муње, једини господар света, и жртвују му говеда и све остале жртвене животиње. Судбину нити познају нити иначе признају да међу људима врши неки одлучнији утицај него, чим им се смрт сасвим приближи, или их болест савлада, или се нађу у рату, одмах се заветују да ће, ако то избегну, истог тренутка принети богу жртву за свој живот, ако су добро прошли, приносе жртву коју су обећали и верују да су том жртвом искупили свој спас. Сем тога, обожавају и реке и нимфе (виле) и нека друга нижа божанства и свима њима приносе жртве и по тим жртвама врачају. | ” |

- Прокопије из Цезареје. Рат са Готима. Књига VII (Књига III Рата са Готима) Ал-Масуди, арапски историчар, географ и путник, с правом изједначава паганизам Словена и Руса:
Постојао је декрет главног града Хазарског каганата и има седам судија, два муслимана, два Хазара, који суде по закону Бика, тамо два хришћана, који суде по закону Инџила, један од њих из Словени, Руси и остали незнабошци, суде по закону паганства, односно по закону разума.
- Ал-Масуди. Рудници злата или наноси драгуља
Западноевропски аутори XI-XII века дају детаљне описе светилишта и култова Редигост (Радегаст, Сварожич) у Ретри, Свјатовит (Световид) у Аркону (Јаромарсбург), Триглав у Шћећину, Чернобог, светилиште у Волињу, итд. један број словенских споменика са светињама (Перин, комплекс код града Збрушког идола).

### Списи и хронике
Први поуздани запис о веровањима јужних Словена доноси византијски историчар Прокопије из Цезареје који је у  веку у свом делу О Ратовима (лат. De bellis) забележио веровања Анта и Словена, нагласивши и да ти народи верују у богове и виле, а посебно поштују врховног бога-господара муње и грома, коме жртвују стоку и друге животиње.
Религија Балтичких Словена, који су последњи напустили веру у много богова, реконструише се првенствено на основу историјских хроника  и  века, и то:Титмара из Мерсебурга (око 1012—1018), списа Адама из Бремена Дела Хамбуршких Епископа (лат. Gesta Hammburgensis Ecclesiae) (око 1074—1076) и Хелмолдове Словенске Хронике (лат. Chronica Slavorum) између 1167. и 1186. Корисни подаци се могу наћи и у биографијама бамбершког бискупа Отона у којима су описани његови походи против Словена на Балтику, а посебно њихови храмови. Биографије су у  веку написали монаси Прифлигенсис, Ебо и Херборд. Од скандинавских извора, користе се дела Книтлингасага (лат. Knytlingsaga) (писана између 950. и 1190) и Сакса Граматика, у коме су описани походи данског краља Валдемара против Словена.
За религију Источних Словена најзначајнији извор је Повест минулих лета (рус.Повесть временных лет ) такође знана и као Несторова и Примарна хроника настала у првој половини XII века, у којој се наводе имена богова поштованих у Кијеву. Мање су поуздани подаци садржани у спеву Слово о Игоровом Походу (крај XII века), као и у полемичким списима насталим између XI и  века. Битан извор представљају и уговори између Византије и Русије из 945. и 971, сабрани у „Повестима минулих лета“.
Извори за предхришћанска веровања Јужних Словена веома су оскудни, али се митолошки елементи могу реконструисати на основу усмених предања, топонима, фолклорних обичаја и поређењем тих података са религијом осталих Словена. Пре свега корисна су поређења са предхришћанском религијом Руса и Полапских Словена, то јест такозваних (Лужичких Срба), а мање значајна су оскудна знања о предхришћанској религији Чеха, Словака и Пољака.
За стару веру Западних Словена, не постоје ваљани извори, али има неколико старих списа који наводе нека имена словенских божанстава. У „Историји Пољске“ Јана Длугоша (око 1460) су уз имена словенских наведена и одговарајућа божанства из римске митологије (Yesza — Јупитер, Lyada — Марс, Dzydzilelya — Венера, Nya — Плутон, Dzewana — Дијана, Marzyaba — Церера, Pogoda — Време, Zywie — Живот)

#### Археолошка грађа
Археолошким истраживањима словенских светилишта на Балтику нађени су кипови појединих божанстава. Археолошким истраживањима откривени су, на локалитету Перин у близини Новгорода, остаци дрвене конструкције са основом у облику октогоналне розете, која је протумачена као Перунов храм. У средишту конструкције нађено је угљенисано дрво, које указује да се ту налазио идол и место на коме је горела ватра, док је један раван камен у близини протумачен као жртвеник. У старој Ладоги откривен је фрагментован дрвени идол брадатог божанства из 9. или 10. века, са коничним шлемом на глави.
Храмови Балтичких Словена опширно су описани у историјским изворима, а документовани су и археолошким ископавањима. Храм врховног бога Свeнтовита/Световида у Аркони на острву Рујан/Риген, разрушен 1168. године описао је Саксон Граматик, а археолошки је истраживан у два маха, 1921. и 1969—1970. године. Тај храм је можда подигнут још крајем 9. века.
У Грос Радену, код Шверина, археолошки је истражено једно велико светилиште, четвороугаоно у основи, око кога су откривене храстове даске дуге 1,50 до 2 m, које су у горњем делу тако обрађене да у целини наликују на људску фигуру. На основу керамичких налаза, то светилиште је датирано у 9—10. век.
Археолошка истраживања такође документују постојање дрвених идола код Западних Словена. При ископавању једног утврђеног насеља код Неубранденбурга пронађен је у слоју из 11—12. века, и то у средишту насеља, један двоглави идол од храстовине, висок 1,70 . Обе главе представљају лик мушкарца са дугим брковима. На периферији истог насеља откривена је још једна фигура од храстовине, висока 1,60 , која представља жену са наглашеним грудима и стидним троуглом, за коју се претпоставља да је неко домаће божанство, и то заштитница породице.
На фасади жупне цркве Усељења Блажене Дјевице Марије, из 8. века, у Жрновици, близу Сплита у хрватској, је пронађен приказ брадатог коњаника (за кога постоји мишљење да може бити Перун), који копљем пробада неко биће које може бити медвед, који према митолозима треба да представља животињски облик бога Велеса.

#### Фолклорна грађа
У свим областима насељеним Словенима, фолклорна грађа је изузетно богата. Иако је покрштавање Словена обављено између средине 9. и краја 10. века (осим Полапских Словена, који су хришћанство примили тек у 12. веку), питање је да ли су њоме били захваћени сви друштвени слојеви, јер подаци из каснијег времена показују да је свештенство морало да уложи много напора како би искоренило паганска веровања, посебно на селу. Та паганска веровања дуже су се одржала у источним него у западним словенским областима, где је деловање католичке цркве било веома успешно. Због тога су у фолклорној грађи и народним умотворинама Јужних и Источних Словена садржани многи елементи старе словенске религије. У руским билинама, а и у српским народним песмама и дугим усменим народним умотворинама, сачуване су успомене на старе словенске богове и хероје, а вероватно и нешто од првобитне словенске митологије. Елементи старе религије одржали су се и у ликовима и култовима појединих хришћанских светаца, на пример, Св. Ђорђа, Св. Николе, Св. Илије, Св. Петкe, а код Срба - и Св. Саве.

## Проблем врховног бога
Реконструисање словенског пантеона је изузетан проблем због врло мало објективних података. Тешкоће настају и код одређења врховног бога Словена. Постоји мишљење да је код индоевропљана врховни бог био је бог неба. Из тога се замислило да је врховни бог међу Словенима такође бог неба односно Сварог. Код Старих Словена Перун, је бог громовник и према писању Прокопија из Цезареје он би требало да буде врховни бог. Да би ускладиле замисли о два врховна бога у списку богова религије Старих Словена, пантеону, Хенрик Ловмањски је изнео теорију по којој је Перун могао да представља надимак за Сварога и да су њих двојица у ствари исто божанство.
Међутим, у писаним изворима нема писања да је Сварог врховни бог код Старих Словена и претпоставка заснована само на поређењу са другим индоевропским веровањима недовољно је уверљива. Писање Прокопија из Цезареје о Богу громовнику као врховном богу Старих Словена потврђује нарочито поштовање Перуна у Кијевској Русији.
Неки аутори стару словенску веру класификују као полидоксију, што значи да су различита племена највише поштовања полагала у различите богове, негде је то био Перун, негде Свентовит, а негде пак Радгост.

### Врховни бог Срба
Врховни бог Срба из доба док су они били многобошци до данас није са сигурношћу идентификован. Проблем у прецизном идентификовању имена и улоге тог божанства лежи у томе што, осим две или три назнаке у историјским писаним изворима тог времена, нема аутентичних података, тако да је други важан извор за истраживања на ову тему тзв. народна вера, легенде и песме.
Словени су у време насељавања Балканског полуострва веровали, према Прокопијевом сведочењу, у богове и виле, а посебно су поштовали врховног бога-господара муње, коме су приносили животињске жртве. Прокопије није забележио име тог бога грома, али после у 12. веку писање о Перуну налази се у Повести минулих лета/Несторовом летопис.
Како у топономастици јужно од Дунава постоје многи трагови имена Перуна, са доста вероватноће може се претпоставити да је и код Јужних, као и код Источних Словена, Перун био врховни бог.
Опсежну научну студију на ову тему урадио је у првој половини  века Веселин Чајкановић (1881—1946), али је изнео претпоставку да је Дабог био врховни бог Срба и да је он био бог подземног света, односно мртвих. Највећа мана ове тезе лежи у чињеници да осим Чајкановића који Дабога тумачи као лунарни тип божанства, сви остали истраживачи старе словенске вере и извори везани за њу идентификују Дабога као божанство искључиво соларног типа.
Крајем XX века другачију претпоставку изнео је Сретен Петровић (1940) који је у светлу података Велесове књиге и на основу народних песама које је 1869. године прикупио и објавио Милош С. Милојевић (1840—1897) изнео хипотезу да је Триглав (као пансловенски термин) односно Тројан (као локално српски термин који се користи паралелно са термином Триглав) као нека врста словенског светог тројства био врховни бог како Словена, тако и Срба. Један од највећих недостатака његове тезе је чињеница да аутентичност тзв. „Велесове књиге“ оспорена, па је самим тим и теза која се у њој износи о некој врсти светог тројства код Словена на климавим ногама.
Поред ове две тезе, појављује се историјски податак да је византијски цар Василије I (867—886) после заузимања Неретљанске области 873. године, у којој су по наводима византијског цара Константина Порфирогенита (913—959) у спису „О управљању Царством“ живели Срби, који су најдуже на Балкану чували веру у много богова, покрстио народ.
Тада су порушена многобожачка светилишта, а вероватно најважније на Видовој гори на Брачу, прочишћено је и претворено у цркву посвећену светом Виту (лат. Sanctus Vitus). На основу тог податка и великог српског празника Видовдана настала је претпоставка да је Свентовит/Световид био врховни бог Срба. Одржала се и претпоставка да је Световид био само бог заштитник Срба, а да је главни бог Срба, као и других Словена пре покрштавања био Перун.

## Тотемизам и анимизам у веровањима Словена
Тотемизам, било широк онако како га схватају пантотемисти или са онако уском садржином како то хоће нпр. Рајтерскјелд, значи извесне односе између човека и животиње; односе који имају религијски карактер. То је фаза у историји религије кроз коју је, изгледа, морао проћи сваки народ; појаве, или остаци, тотемизма констатовани су готово код свих, и културних и некултурних, народа.
Најглавније карактеристике тотемизма ове су:
1. Животиња која нам је тотем јесте исто што и ми - дакле, наш сродник (или чак и предак). Такав је случај, код Словена, са вуком.
2. Животиње - тотеми помажу своје племе. Отуда примитиван човек тетовира у своју кожу слике или знаке свога тотема; отуда је, полазећи у борбу, носио своје тотеме, или њихове рељефе и слике, као заставе; облачио се у њихову кожу, носио капу од њихове коже, чувао при себи делове њиховог тела као амајлију, итд. Код Срба има много примера за све ово. Српски народ верује да вучја длака, срце, чељуст итд. имају спасоносну снагу. Болесници се каде вучјом длаком; деци се у хаљине ушива комад вучјег ока и срца.[22]

У свим словенским народима су распрострањена веровања у анимистичке тотеме. Код свих словенских народа срећу се две тотемске животиње. То су вук и змија. Обе ове животиње имају карактер митског претка, с тим што вук може бити и животињски облик бога Дажбога. Змија се јавља као митско биће које се зове змија чуваркућа и која живи обично у темељима куће или у огњишту. Верује се да змија чуваркућа представља или родоначелника породице, односно првог претка који је формирао ту породицу, или у неким крајевима то је предак који је био најзаслужнији и који се по нечему истакао. Змија чуваркућа се позивала на вечеру уколико би породица била у некој невољи.
Такође у народној религији има доста остатака анимизма и тотемизма. Један од примера Тотемизма је дефинитивно планински врх Међед на Дурмитору. Може се приметити да велики број митских бића може узети облик неке животиње. Тако на пример вештица може постати лептир, мачка или кобила.

## Ритуали старих Словена
У ритуалима за плодност код Источних, а делом и Јужних Словена, значајно место заузимају празници за које се везују божанства названа Кострома и Јарило, односно лутке од сламе, које се на одређен начин сахрањују, спаљују, растурају на делове или потапају у воду, уз обредно оплакивање или повике и смех, са циљем да поново оживе. У том ритуалу, обављеном у пролеће, чији је циљ био да се обезбеди плодност, Кострома се појављује као млада жена умотана у беле чаршаве, са храстовом гранчицом у рукама, а Јарило као прекрасни младић на белом коњу. У време летње дугодневице прослављан је празник на који су лутке зване купала потапане у воду и паљене велике ватре. На тај дан трагало се за магичним и лековитим биљкама. Распрострањено је предање о цвету папрати који се расцветава уочи тог дана, а чија магична својства омогућују да се открије закопано благо. У свим ритуалима који се на тај празник обављају јасно су истакнути ватра и вода као супротни елементи, а на основу песама и осталих фолклорних текстова везаних за купала, могућно је реконструисати мит о родоскрвном односу брата и сестре, оличеним двобојним цветом дан и ноћ.
За ритуале плодности у јужнословенском фолклору везани су ликови германа и додола. При обреду изазивања кише прављена је глинена лутка мушкарца, названа герман, коју су жене сахрањивале у суву земљу са уверењем да ће на тај начин изазвати плодоносну кишу. У време суше, поворка девојчица, најчешће од пете до десете године, које су називане додоле, ишла је од куће до куће певајући песме којима је призивана киша. Додоле су биле босе, одевене у изношену одећу, са венцем од трава, житарица и винове лозе на глави. Између себе су бирале предводницу, звану додола или додолка. Пролазећи кроз поља, додолке су их прскале водом, док их је испред сеоских кућа домаћица посипала водом по глави и ногама, а затим даривала брашном, вуном или новцем. Иначе и код Јужних и код Источних Словена киша је изазивана на тај начин што је преко мртваца, најчешће утопљеника, кога би за тај обред ископали, изливана вода.
Распрострањен обичај, посебно код западних Словена је спаљивање Моране. Обичај се обично практиковао на прелазу зиме и пролећа. У Чешкој и Моравској, се на овај празник се лутка Моране бацала у реку. Овом приликом би се на симболичан начин приказао крај владавине зиме и смрти и долазак пролећа. Ритуал је имао радосне елементе. Поворка која је носила лутку Моране певала је песме, носећи лутку ка реци. Многи аутори тврде да овај ритуал је представља симболичан савез народа са божанствима живота, попут богиње Весне. Морана је била богиња смрти и зато није била омиљена у народу .

## Култ мртвих
Тела покојника су спаљивана на ломачи, над којом је подизана могила. Са мужем сахрањивана је и једна од жена (живели су у полигамији). Тај је обичај утврђен код западних Словена у VIII-X веку. У Русији и на Балкану нема о томе помена. Заједно са спаљивањем приређивана је страва тј. „даћа“. Од заоставштине покојникове приређивала се велика гозба, а на њој су се одржавала такмичења у песничењу, мачевању, коњске трке, итд. Победници су добијали дарове од заоставштине покојника, а наследници су се трудили да они, уколико је могуће, буду што богатији, да се покојник не би жалио на њихов тврдичлук. Са мртвацем спаљивани су и његов коњ, хрт и најбоље оружје (а доцније само мале имитације).
У одређено време, у пролеће и јесен, душе покојника излазе из подземног мрака и студени и долазе на земљу у посету својима, и траже од њих: јело, пиће, огрев, купање. Само име нав значи онај други свет; по чешким изворима „пошао је у нав“ значи: умро је. Пуни чежње и жудње за животом и завидећи срећи живих, духови умрлих тражили су да се и њима нешто удели и претили су осветом, неродицом у пољу и затирањем породице, кад би их живи заборавили и занемарили своје дужности према њима. У пролеће и јесен, а каткад и усред зиме, приређивале су се за душе предака у свакој породици гозбе, и мртви су спомињани и позивани за трпезу; сипало им се под сто нешто од обредног јела и пића; удешавала су им се купатила, итд. Све је то остављено преко ноћи, а ујутро гледали су и радовали су се, ако је нав оставио трага за собом, односно ако је дух окусио јело. У том загробном свету владао је, како се чини, пагански бог Велес-Волос (код Чеха назив за ђавола у XV и XVII веку).

## Кумири старих Словена
Историјски извори поуздано документују постојање култних статуа и код Источних и код Западних Словена. То су претежно били дрвени идоли који су могли имати оплату од племенитог метала. Неки од њих су били натприродне величине, на пример древни идол Свентовита/Световида у Аркони. Археолошка истраживања такође документују постојање дрвених идола код Западних Словена. При ископавању једног утврђеног насеља код Нојбранденбурга пронађен је у слоју из 11—12. века, и то у средишту насеља, један двоглави идол од храстовине, висок 1,70 . Обе главе представљају лик мушкарца са дугим брковима. На периферији истог насеља откривена је још једна фигура од храстовине, висока 1,60 , која представља жену са наглашеним грудима и стидним троуглом, за коју се претпоставља да је неко домаће божанство, и то заштитница породице. Да су многа места и утврђења имала своје богове заштитнике показују идоли од храстовине, који су откривени на неколико места. У Алтфризаку, код Неурупина, непосредно испред насеља нађена је храстова фигура која приказује нагог мушкарца. Тај идол, датован методом радиоактивног угљеника у другу половину  века, вероватно је имао одређену улогу у култу плодности. Богови Западних Словена представљани су и на каменим рељефима. Из времена непосредно пред примање хришћанства потичу и рељефи из Алтенкирхена и Бергена на којима је представљен мушкарац са великим рогом изобиља у рукама, вероватно Свентовит, јер је са рогом изобиља представљан и у свом храму у Аркони. На каменој плочи из Волгаста схематизовано је приказана људска фигура, а крај ње велико копље, које је атрибут Геровита, заштитника Волгаста.

## Обласни облици словенске вере
Унутар саме словенске митологије, као и унутар самих Словена, постоје разлике. Због тога, је настала претпоставка да се многобожачка вера Словена може поделити у 4 групе, на начин на који се деле Словенски народи:
1. Померанијски или Полапски Словени - Словени који живе на простору између Лабе на западу и Пољске на истоку односно од Балтичког мора на северу до Судета на југу. Данас су ови Словени готово у потпуности германизовани осим Лужичких Срба.
2. Западни Словени - Словени који живе на просторима данашње Словачке, Пољске, Чешке, Мађарске, Карантаније.
3. Источни Словени - Словени који живе на простору бившег СССР.
4. Јужни или Балкански Словени - Словени који живе на Балканском полуострву.

Оваква подела је уситњавање Старих Словена и њихове вере, која је вероватно била јединствена, као и они у већем делу првог миленијума нове ере. У то уситњавању губи се слика целине и могућност поређења. Због тога је подела на 4 дела прихватљива само као прва фаза у истраживању вере Старих Словена. У другој фази мора се извршити компарација, издојити које су сличности, а које разлике. На крају, треба обликовати синтезе за та 4 дела, али и целину.

### Полапски Словени
Вера полапских Словена реконструише се на основу историјских хроника  и  века, и то: Титмара од Мерсенбурга (око 1012—1018), Адама из Бремена „Gesta Hamburgenis Eklesie“ lat. Gesta Hammburgensis Ecclesiae (око 1074—1076) Хелмолдове Хронике Славорум (лат. Chronika Slavarum) (између 1167. и 1186. године). Корисни подаци се могу наћи и у биографијама бамбершког бискупа Отона у којима су описани његови походи против Словена на Балтику, а посебно њихови храмови. Биографије су у  веку написали монаси Прифлигенсис, Ебо и Херборд. Од скандинавских извора, користе се дела Книтлингсага (лат. Knytlingsaga) (писана између 950. и 1190. године) и Сакса Граматика, у коме су описани походи данског краља Валдемара против Словена.
Из тих списа види се да је посебно обожаван бог Свентовит/Световид који је имао и један већи храм на острву Рујан/Риген у XII веку, али и више мањих храмова на другим местима од Полабља до Балтичког мора.
Померанијски или Полапски Словени су у свом напредовању ка западу избили на Лабу и ту је њихово напредовање заустављено од стране Германа. Временом су Германи, који су у међувремену примили хришћанство, почели агресивно да делују ка Словенима, односно покушавали су их превести у католицизам и тако их освојити. Због чињенице да су Немци изједначавали своје освајање са вером, односно покрштавањем, Словени су, такође почели да изједначавају примање хришћанства са губитком независности. Многи извори говоре о јаком отпору полапских Словена против Германа.
Све до Карла Великог, Полапски Словени су успешно водили борбу за своју слободу. Карло Велики је искористио неслогу Полапских Словена да би их покорио. После Карлове смрти Полапски Словени су се опет на неко време успешно одупирали освајању Германа. Погранични гроф Геро приредио велику гозбу, и на њу позвао тридесет словенских кнезова. Гроф Геро је усред гозбе позвао стражаре, који су побили голоруке кнезове. Без владара, који би предводио народ у борбама, Словени нису били довољно јаки да се супротставе освајању. У последњој борби коју су водили Бодрићи пао је њихов кнез Никлот, чији су понемчени потомци (Никлотовићи) владали у Мекленбургу све до Првог светског рата. Обезглављење народа, издаја кнеза Тугомира, недостатак слоге и јединства довело је Полапске Словене, с малим изузетком Лужичких Срба, до коначне пропасти.
Полабље и Померанија поражени су продором хришћанства међу Словене што је изазвало раздор у њиховим редовима и олакшало продор Германима на исток који је зауставио тек кнез Александар Невски 1242. на Чудском језеру.

### Западни Словени
За стару веру Западних Словена, не постоје ваљани извори, али има неколико старих списа који наводе нека имена словенских божанстава. У „Историји Пољске“ по Јану Длугошу (око 1460. године) су уз имена словенских богова наведена и одговарајућа божанства из римске митологије (Yesza - Јупитер, Lyada - Марс, Dzydzilelya - Венера, Nya - Плутон, Dzewana - Дијана, Marzyaba - Церера, Pogoda - Време, Zywie - Живот).
Словени са ових простора били су заштићени Полапским Словенима од офанзивног дејства Германа тако да се њихова вера полагано развијала до покрштавања, после чега наставља да се развија и временом постаје народна религија. Има података да су се поједини обичаји словенске вере, ван великих градова одржали, и то доста отворено, чак и до 16. века.
Западни Словени су покрштени цариградском мисијом Ћирила и Методија. Мисија Ћирила и Методија почела је 863. године када су отишли у Великоморавску (углавном данашња Чешка и Словачка). Позвао их је кнез земље, Растислав, тражећи да се пошаљу хришћански мисионари који народу могу да проповедају на њиховом сопственом језику, и да богослужење врше на словенском. Словенска служба изискивала је превод Светог писма на словенски језик и словенске богослужбене књиге, зашта је било потребно створити погодну словенску азбуку.

### Источни Словени
Код старих Руса (данас Руси, Украјинци и Белоруси) се вера развила до стадијума храмова, односно светилишта и идола, тј. кумира. Словенска вера је била тесно повезана са владаром и државом. Несторова хроника говори о томе како је кнез Владимир I Велики подигао кипове божанстава “Перуна дрвеног са главом од сребра и златним брковима, и Хорса, и Дажбога, и Стрибога, и Симаргала и Мокош”, на брду изнад двора у Кијеву 980. За разлику од Полабља, где су многобожачки свештеници могли имати већи друштвени утицај од владара, у Русији свештеници су имали више религиозну улогу, него улогу предводника друштвене заједнице.
Ипак, после мање од једне деценије, Владимир I одлучио је 988. да пређе на нову веру, односно хришћанство. О томе је писао монах Нестор крајем  века у њему Повести минулих лета/Несторовој хроници која бележи вести о словенској многобожачкој вери, које су сачуване у Русији у којој је хришћанство било главна религија у више од века. Кнез Владимир I Велики је хришћанство примио заједно са својим бојарима 988. године. Заједно са кнезом покрстио се велики број Руса. Посебно се описује како је уништаван дрвени кип врховног бога Перуна, кога су посекли, везаног за коњски реп одвукли до Дњепра, тукли гвозденим палицама, а затим бацили у Дњепар и после пратили одгуријући га од обале. Нестор бележи и да су Перуна “неверници, јер још нису били покрштени. Прелазак владајуће класе међу Русима у хришћанство означио је крај јавном поштовању старих Богова у Русији, али је то настављено кришом и временом прерасло у народну религију која је очувала многа митска бића из старе вере Словена. Почетком XX века појавила се Велесова књига, која даје детаљније описе многобожачке вере код Словена, али она се већином сматра фалсификатом.

### Јужни Словени
Религија Срба била је део опште вере Старих Словена, то јест веровали су у бројна божанства која управљају природом и људима. Претпоставља се да су поштовали исте богове као остали Словени, то јест да је Перун могао бити врховни бог и код Срба пре примања хришћанства. Ипак, како је посебно обожаван Свентовит/Световид код Словена и Срба између Балтичког мора и реке Лабе/Елбе, слично је могло бити и код Срба на Балкану. Постоји претпоставка да је његово најважније светилиште било на острву Брач, на Видовој Гори, а то је одговара светилишту на узвишењу Витов/Видов на острву Рујан/Риген код Словена у Полабљу.
За разлику од Словена на подручју Рујна и Полабљу, код Јужних Словена нису остали сачувани описи многобожачких храмова са киповима, сликама и свештеницима. бог тога се претпоставља да су своје богове поштовали на отвореном уз жртвене понуде и певање, то јест, вероватно су бројнија била шумска светилишта, свети гајеви, у којима су се налазили кумири. Трагови тога су сачувани у именима неких насеља, попут Болван, што на старословенском значи стилизовани балван, односно кип. По кућама су се налазили кумири домаћег божанства, односно митског претка, што је примањем хришћанства заменила икона домаћег свеца.
Стари Словени су, такође, имали и поштовали и друга божанства, као што су: Волос (Велес), који је био бог рогате сгоке, Стрибог - бог ветра и мраза,  Триглав доста сличан са Световидом, тако да су их многи изједначавали. То је долазило због тога што су сви богови старих Словена имали заједничких црта. У Несторовом летопису помиње сс и бог Симаргл. М. Елијаде сматра да јс он иранског иорекла. Неки су га изједначавали са персијским Симбургом, божанским грифоном. Словени су га, вероватно, позајмили од Сармата, који га зову Симарг. Бог Хорс - теоним позајмљен од иранског Хурсида, персонификације Сунца, а такође и богињу Мокошу, која је, вероватно, била богиња плодности. Додол - је био бог кише. Биле су познате додоле, које су ишле по селима. Бог шумс био јс замишљен и представљен у фантастичном облику. Поред Мокоше, стари Словени су поштовали и обожавали и друге богиње. Међу њима, свакако, видно место је заузимала Весна - богиња пролећа, Жива - била је богиња здравља, плодности и живота; Тада - богиња љубави и лепоте; Дева - богиња берићета; Морана или Јежибаба - богиња зиме и смрти.
Код Срба је нарочито био јак култ дрвећа (посебно липа, леска, храста) и биљака, што је добрим делом сачувано и након примања хришћанства. Манастири названи по именима дрвећа, као што су Грабовац, Крушедол, Ораховица и други, су по свој прилици, заменили старинска претхришћанска светилишта, која су се налазили у светим шумама и гајевима. Храст је у старим индоевропским религијама познато дрво бога громовника. Код Срба се и данас користи за бадњаке, а стари обичај да се под храстом одржавају зборови је и у вези са верским уважењем тога дрвета. За леску се веровало да је света, и да у њу не удара гром, па се за време грмљавине народ скривао под леску. Постојало је и веровање да дрво може бити седиште људске душе, односно њено склониште после смрти. Воћке и дрвеће се саде по гробовима, да би се склонила душа покојника.
Стари Словени су веровали у вагробни живот, што потврђују стари текстови. По њиховом веровању душа покојника одлази у Нав (рај), или Пкл (пакао), зависно од тога како је заслужила. О томе где се други свет налази, постојала су различита веровања. По некима он се налази преко мора, што потврђује и обичај сахрањивања умрлих код тих словенских племена, која су своје покојнике полагала у чамац који би затим отискивали у море, или низ реку. Други начин сахрањивања састојао се у сахрањивању умрлих у пољима, под кућним прагом, или око огњишта. Огњиште је код старих Словена имало важну улогу, јер су они живели у задругама, које су биле скуп већег броја крвних рођака. Око огњишта у кући сакупљали су се чланови једне задруге, који су посебио поштовали кућно божанство.
Словени су на Балкану затекли развијену црквену организацију и били су изложени јаким настојањима христијанизације. Познато је да су прву српску независну државу створили пагани, пре 850, али се исто тако зна да се владарска породица званично покрстила око 870. Стара словенска вера се на Балкану одржала кроз православље и народне обичаје, који чине готово основне изворе за реконструкцију словенске вере и локалних богова на Балкану.

## Покрштавање Словена
Покрштавање Словена је био вишевековни процес преласка Словена у хришћанство и напуштања старе словенске вере, што је трајало од велике сеобе Словена до краја средњег века. Прихватање хришћанства је у почетку углавном текло добровољно, али је касније спровођено законском присилом, па и насиљем.
Различити словенски народи примили су хришћанство у различито време: Словенци у  веку, Чеси, Хрвати, Бугари и Срби у  веку, Пољаци и Источни Словени у  веку, а Поморани тек око 1168. године. Прихватање хришћанства међу Јужним Словенима је започело досељавањем на Балканско полуострво, да би се касније наставило организованом мисионарском делатношћу Рима и Византије.
Примање хришћанства имало је и једну посебно далекосежну последицу: поделу словенског света између два цивилизацијска круга - источног и западног, насталу поделом хришћанске цркве на два њена главна дела - православни и римокатолички.

## Словенски неопаганизам
У другој половини  века у свету се почео рађати неопаганизам, који је захватио и веру Старих Словена. Неопаганске организације своја веровања базирају на сопственим тумачењима и допунама оскудних извора о вери Старих Словена, махом научно спорне Велесове књиге. Иако углавном пропагирају повратак природи, панславизам и верску толеранцију, међу њима има и оних који представљају агресивне десничарске групе које заговарају нацистичку филозофију крви и тла.
Једна од варијанти словенског неопаганизма се назива родноверје или родна вера, чији следбеници поштују богове старих Словена и духове предака. Према православним изворима, на територији Русије постоји 13 родноверских општина. Родноверне општине постоје у готово свим словенским државама, а нарочито су активне у Русији, Пољској, Чешкој, Словачкој и Хрватској.
Како стара вера у великој мери није сачувана, ни у записима, ни у живој традицији, вође и идеолози родне вере су приступили обнови вере Старих Словена попуњавањем празнина, путем компилирања паганских елемената народних култура са спорним реконструкцијама Велесове књиге Јурија Мирољубова и његових следбеника.
Постоји неколико праваца у родној вери, који се у мањој или већој мери разликују и који се у мањој или већој мери придржавају научних чињеница или спорних реконструкција (Велесова књига, Звездана књига Коледа...). Такође почев од Александра Асова, руског научника, који је избачен са Петроградског универзитета, настао је словенски ведизам. Словенски ведизам је правац родне вере који поред Велесове књиге и других спорних материјала признаје и Индијске веде, као део Индо-европске традиције Словена. Такође у ведизму се јављају и нека индијска божанства попит Кришне и Вишне, само са пословенченим именима, те зе називају Кришњи и Вишњи.

## Галерија
- Иван Билибин, Жар-птица, 1899.
- Walery Eljsasz-Radzikowski, Лех, Чех и Рус
- Виктор Васнецов, Бој Добриње Никитича и Змаја Горинича, 1918.
- Алфонс Муха, Слављење Свентовита, 1912.
- Иља Рјепин, Садко у подводном краљевству, 1876.